# Orseolia difficilis
Orseolia difficilis är en tvåvingeart som beskrevs av Gagne 1973. Orseolia difficilis ingår i släktet Orseolia och familjen gallmyggor. Inga underarter finns listade i Catalogue of Life.